# Edward Zenteno
Edward Zenteno (né le 5 décembre 1984 à Cochabamba en Bolivie) est un footballeur bolivien. Il évolue au poste de défenseur au Club Deportivo Jorge Wilstermann, club du Liga de Fútbol Profesional Boliviano.

## Biographie

### En club
Edward Zenteno commence sa carrière avec le Club Deportivo Jorge Wilstermann, il y restera jusqu'en 2006, où il passe au The Strongest La Paz où il ne passe qu'une saison avant de passer au Club Aurora. En 2012, il retourne à son club d'origine. Zenteno a joué douze matchs en Copa Libertadores et quatre en Copa Sudamericana.

### En équipe nationale
Zenteno commence sa carrière internationale en 2005, où il ne joue qu'un seul match. Il faudra ensuite attendre 2012 pour le voir porter les couleurs de La Verde, en date du 3 février 2014, il a participé à neuf matchs d'éliminatoires pour la Coupe du monde de football en plus de trois matchs amicaux.